# 裸鼻夜鹰属
裸鼻夜鹰属（学名：Aegothelidae）也称为裸鼻鴟属，是夜鸟类裸鼻夜鹰目裸鼻夜鹰科中的唯一一个属，现存9种左右。分布于新几内亚、摩鹿加群岛、澳大利亚、新喀里多尼亚等地。形似猫头鹰，体型小，以昆虫为食。

## 下属物种
- 阿氏裸鼻鸱（Aegotheles archboldi）
- 灰裸鼻鸱（Aegotheles albertisi）
- 横斑裸鼻鸱（Aegotheles bennettii）
- 冠裸鼻鸱（Aegotheles crinifrons）
- 裸鼻鸱（Aegotheles cristatus）
- 大裸鼻鸱（Aegotheles insignis）
- 新喀裸鼻鸱（Aegotheles savesi）
- 阮氏裸鼻鸱（Aegotheles tatei）
- 阿鲁裸鼻鸱（Aegotheles wallacii）
- 紐西蘭裸鼻鴟（英语：New Zealand Owlet-nightjar） ( Aegotheles novaezealandiae)(滅絕)